# OneAsia Tour 2012
De OneAsia Tour 2012 was het vierde seizoen van de OneAsia Tour. Het seizoen begon in maart met het Indonesia PGA Championship en eindigde met het Australian PGA Championship in december. Er stonden tien toernooien op de kalender.

## Kalender
| Data  | Data  | Toernooi                                  | Stad                       | Winnaar            | Score   | Score   | Info                                   |
| ----- | ----- | ----------------------------------------- | -------------------------- | ------------------ | ------- | ------- | -------------------------------------- |
| 22-03 | 25-03 | Indonesia PGA Championship                | Serpong, Tangerang         | Nick Cullen        | 279     | –9      |                                        |
| 19-04 | 22-04 | Volvo China Open                          | Peking                     | Branden Grace      | 267     | –21     |                                        |
| 10-05 | 13-05 | GS Caltex Maekyung Open Golf Championship | Seoel                      | Bi-o Kim           | 273     | –15     |                                        |
| 17-05 | 20-05 | SK Telecom Open                           | Incheon                    | Bi-o Kim           | 270     | –18     |                                        |
| 09-08 | 12-08 | Thailand Open                             | Thailand                   | Chris Wood         | 265     | –23     |                                        |
| 06-09 | 09-09 | High1 Resort Open                         | Jeongseon, Gangwon-do      | Matthew Griffin    | 278     | –9      | Nieuw (eenmalig) toernooi              |
| 11-10 | 14-10 | Nanshan China Masters                     | Shandong                   | Wen-chong Liang po | 276     | –8      |                                        |
| 06-10 | 09-10 | Kolon Korean Open                         | Choongnam                  | Dae-sub Kim        | 279     | –5      |                                        |
| 30-11 | 02-12 | Dongfeng Nissan Cup                       | Shenzhen                   | Asia-Pacific       | 12½-11½ | 12½-11½ | Verliezer: China Nieuw toernooi (team) |
| 06-12 | 09-12 | Australian Open                           | Sydney, New South Wales    | Peter Senior       | 284     | –4      |                                        |
| 24-11 | 27-11 | Australian PGA Championship               | Sunshine Coast, Queensland | Daniel Popovic     | 272     | –16     |                                        |

| po = winnaar na play-off |

## Order of Merit
De Order of Merit van dit seizoen werd gewonnen door de Zuid-Koreaan Bi-o Kim.
| Nr. | Naam            | Prijzengeld ($) |
| --- | --------------- | --------------- |
| 1   | Bi-o Kim        | 380.745,98      |
| 2   | Daniel Popovic  | 239.461,64      |
| 3   | Matthew Griffin | 230.856,58      |